# إيفا ريفاس
إيفا ريفاس مواليد (13 يوليو 1987) (بالأرمنية Եվա Ռիվաս)، اسمها الحقيقي فاليريا الكسندروفنا ريشيتنيكوفا-تساتوريان، من موليد مدينة روستوف-نا-دونو، روسيا. هي مطربة بوب أرمينية.
شاركت في مسابقة يوروفيجن للأغاني بمدينة أوسلو النرويجية سنة 2010 ممثلة بلادها، شاركت بأغنية "Apricot Stone". في المسابقة، وصلت للمرحلة النهائية وحصلت على المركز السابع بمجموع 141 من النقاط.